# Most żelbetowy w Ełku
Most w Ełku – żelbetowy most drogowy przez Jezioro Ełckie w Ełku w województwie warmińsko-mazurskim. Obiekt figuruje w Rejestrze Zabytków –  nr rej.: A-3193 z 12.09.1991.

## Historia
Most został zbudowany w 1910 roku w miejsce drewnianego grożącego zawaleniem. Został nazwany przez ówczesne pruskie władze Suermondt-Brücke. Obecnie przez most biegnie ulica Zamkowa, na której położona jest droga dwupasmowa i ciąg pieszy. Będąc jedynym mostem przez Jezioro Ełckie, łączy większość miasta z osiedlem Grunwaldzkim i ełckim zamkiem krzyżackim.

## Architektura
4-przęsłowy most zbudowano na planie wydłużonego prostokąta, wykonano go z elementów żelbetowych. Filary, przęsła, przyczółki, pomost, belki podtrzymujące chodniki, rogatki wykonano z czerwonego kamienia. Elementem sygnalizacyjno-ozdobnym są stalowe latarnie. Słupy rogatek zwieńczone są wieżyczkami pokryte dachówką ceramiczną. Zamontowano również stalową balustradą na której zakochani zawieszają kłódki. Nieopodal mostu znajduje się wodowskaz.

## Podświetlenie
W 2009 roku zamontowano podświetlenie mostu. Oświetlono m.in. łuki mostu, krawędzi chodników, barierki a także kolumny mostu po dawnej iluminacji gazowej. Zainstalowano także imitację oświetlenia gazowego (tzw. błądzące płomyczki). Iluminacja umożliwia zmianę barw podświetlenia poszczególnych elementów mostu. Podstawowa sekwencja to niebieskie barierki i zielone łuki nawiązują do barw flagi miasta. Podświetlenie oparte jest na źródłach światła wykorzystujących diody ledowe.

## Galeria

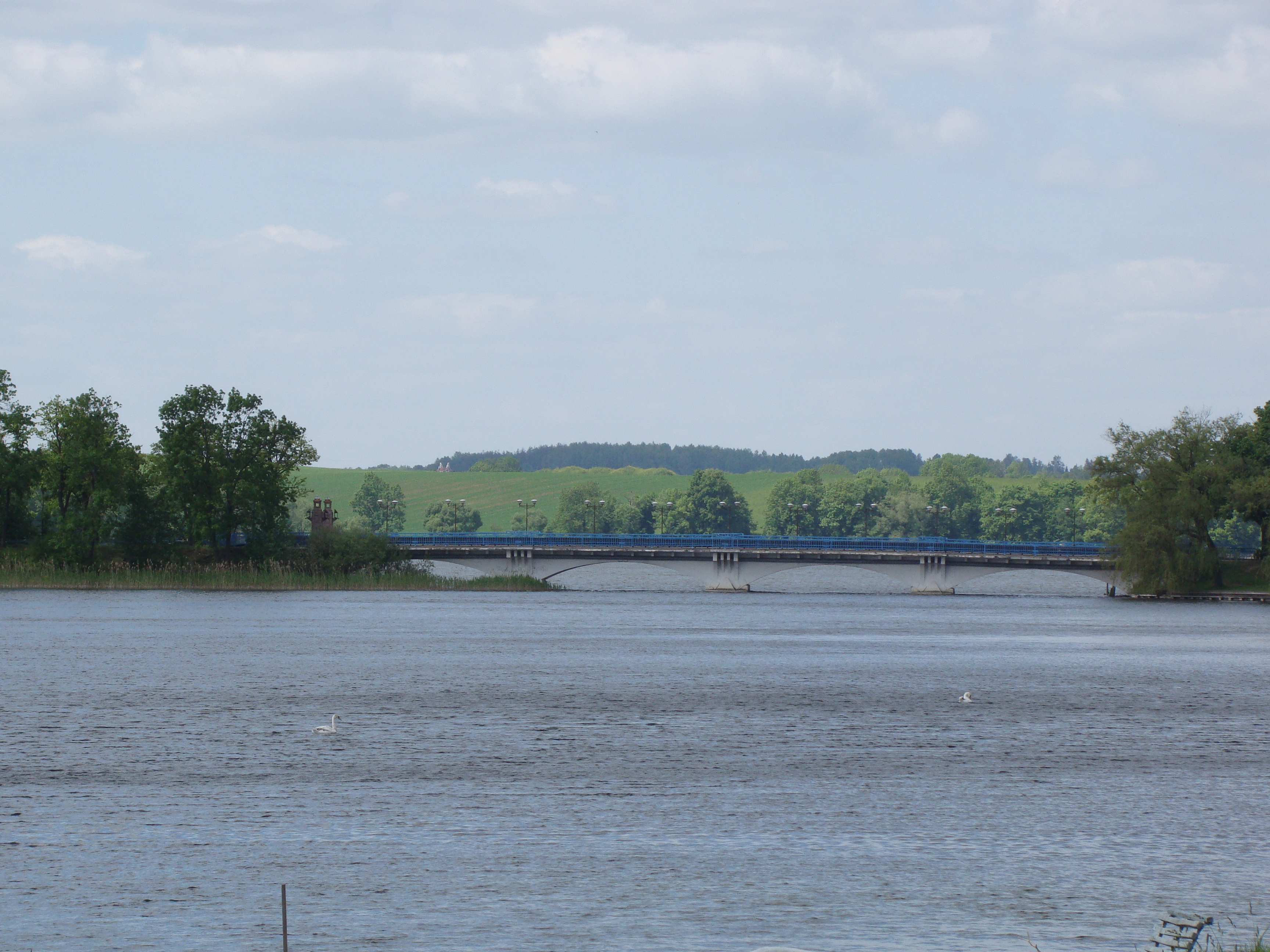
Most widziany z Jeziora Ełckiego
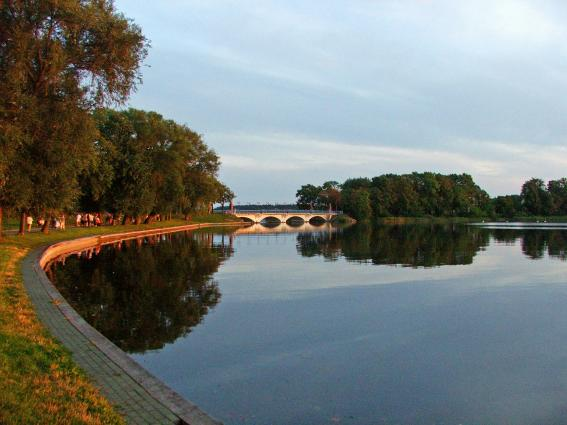
Most na jeziorze ełckim
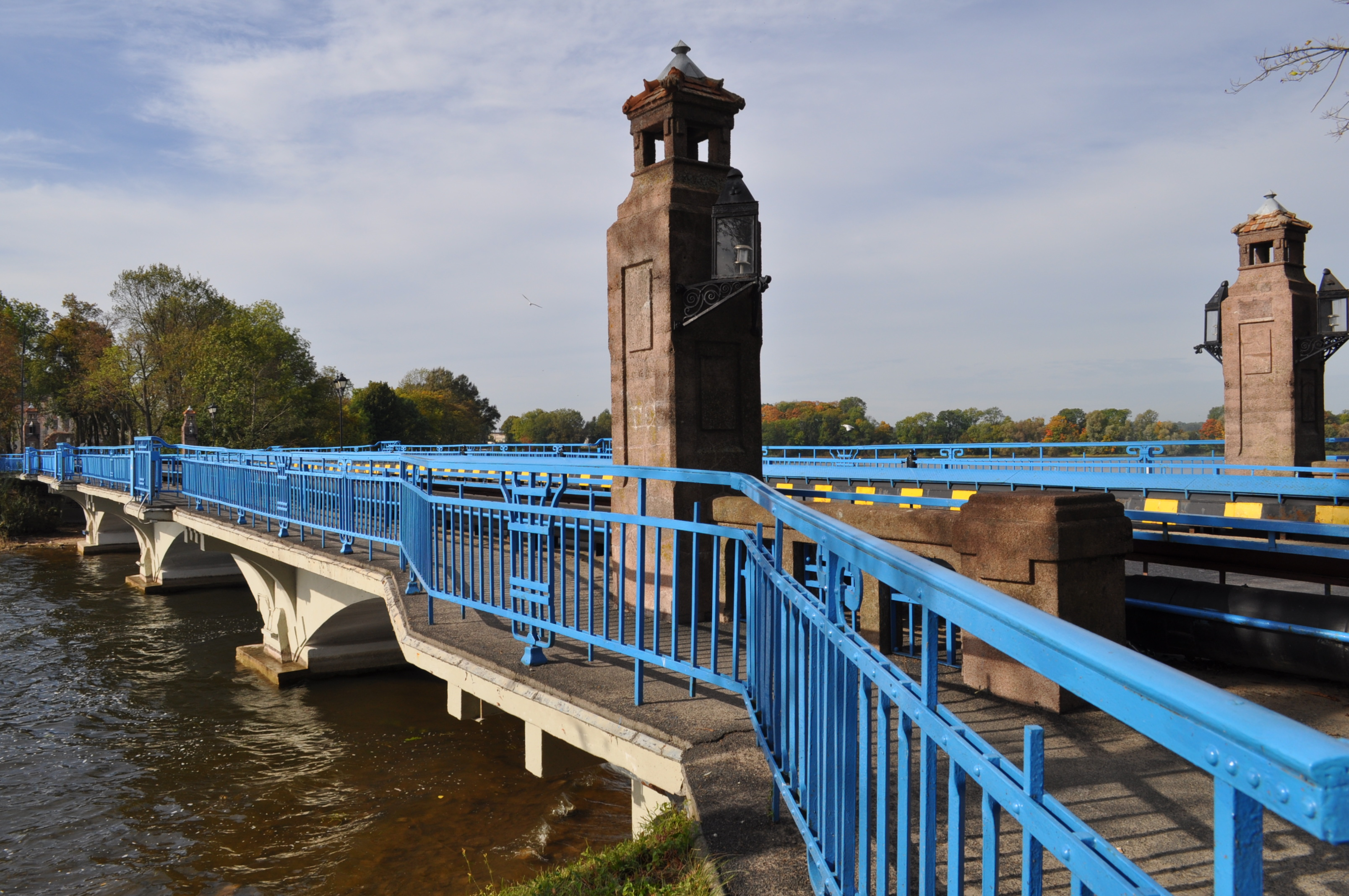
Most na jeziorze ełckim